# Constantí X Ducas
Constantí X Ducas (en grec: Κωνσταντίνος Ι΄ Δούκας, Konstandinos Dukas) fou emperador romà d'Orient del 1059 al 1067. Va assolir el poder triat pel seu antecessor, el seu regnat fou curt i no va poder ser succeït pels seus fills, com era el seu desig, perquè eren menors d'edat. Durant el seu govern va perdre els territoris itàlics i, a més, va ser amenaçat per invasions dels turcs uzes a Hongria i pels seljúcides a Àsia Menor.

## Ascens al poder
Constantí era fill d'Andrònic Ducas, un noble de Paflagònia. Es diu que era aficionat als debats filosòfics i teològics. Amb el seu matrimoni amb la seva segona esposa Eudòxia Macrembolitissa, va guanyar influència a la cort, ja que era neboda del patriarca Miquel Cerulari. El 1056 va cooperar per col·locar al tron a Miquel VI Estratiòtic, però el 1057 va abraçar el partit d'Isaac Comnè que va aconseguir ocupar el govern.
Amb el temps, es va oposar a les reformes de l'emperador Isaac, però aquest per recomanació de Miquel Psel·los, el va nomenar successor seu quan va abdicar el 1059, amb preferència al seu propi fill, ja que el considerava el més adequat dels seus súbdits.

## El govern de Constantí X
El primer que va fer fou cridar tots els exiliats i va dictar nombroses lleis que ell suposava justes encara que no van tenir èxit. Va donar al seu germà Joan el títol de major confiança: cèsar.
En lloc de fer la guerra com s'esperava, va reduir l'exèrcit i va optar per la paraula. La seva decisió de substituir gran part de l'exèrcit, format per reclutament obligatori, per mercenaris normands li va costar una gran impopularitat entre l'aristocràcia, que van provar d'enderrocar-lo el 1061; a més es va veure obligat a apujar els impostos per pagar els mercenaris. El 1064 l'imperi fou envaït pels turcs úses o úzes que es diu que eren sis-cents mil, els quals van assolar Tràcia i Macedònia, i que són els avantpassats dels moderns gagaüsos. D'altra banda els hongaresos van creuar el Danubi i van ocupar Belgrad però per sort pels romans d'Orient es va declarar una plaga i es van haver de retirar. Al mateix temps els seljúcides turcs feien incursions a l'Àsia Menor i els normands, comandats per Robert Guiscard, s'apoderaven de la resta de dominis romans d'Orient a Itàlia, i Bari, la capital, fou ocupada poc abans de la mort de Constantí.

## Mort i successió
Constantí era ja gran quan va arribar al poder i no tenia bona salut. L'any 1067, poc abans de morir, va donar el títol d'augusts als seus tres fills: Miquel VII Ducas, Andrònic Ducas i Constanci Ducas, tots tres menors, que l'havien de succeir conjuntament sota regència de l'emperadriu Eudòxia, a la qual va fer prometre que no es tornaria a casar. Però Eudòxia no va poder governar sola i es va casar amb Romà IV Diògenes, que fou el vertader emperador successor.
A més d'aquests fills, Constanci i Eudòxia van tenir tres filles:
- Anna, que fou monja.
- Teodora Anna, que es va casar amb Domènec Selvo, dux de Venècia.
- Zoè, que es va casar amb Adrià Comnè, un germà de l'emperador Aleix I Comnè.